# 山岸平吉
山岸 平吉（やまぎし へいきち、1843年12月21日（天保14年11月1日） - 没年不詳）は、日本の建築技師。東京府平民。
1876年（明治9年）9月開拓使雇、1878年（明治11年）7月被免。
1882年（明治15年）8月から皇居造営事務局雇・建築課に勤務、1886年（明治19年）2月には工業部に勤務した。